# Вижомлянське газове родовище
Вижомлянське газове родовище — належить до Більче-Волицького нафтогазоносного району Передкарпатської нафтогазоносної області Західного нафтогазоносного регіону України.

## Розташування
Родовище знаходиться у Львівській області на відстані 2 км від м. Яворів.
Приурочене до північно-західної частини Косівсько-Угерської підзони Більче-Волицької зони.

## Структура
Структура розмірами 10,0х5,0 м виявлена в 1987 р. Вижомлянська складка являє собою структурний ніс, занурений на південний схід. Поздовжнім Судово-Вишнянським скидом амплітудою 270-450 м він розбитий на два блоки. 

## Технічні дані
Поклади пластові, склепінчасті, тектонічно екрановані, деякі також літологічно обмежені. Режим Покладів газовий. Запаси початкові видобувні категорій А+В+С1: газу — 4731 млн. м³.
Перший промисловий приплив газу отримано з інт. 1218-1303 м у 1989 р. 